# Cheshmeh Gīlān
Cheshmeh Gīlān (persiska: چشمه گیلان) är en ort i Iran.   Den ligger i provinsen Kermanshah, i den nordvästra delen av landet, 400 km väster om huvudstaden Teheran. Cheshmeh Gīlān ligger 1 732 meter över havet och antalet invånare är 213.
Terrängen runt Cheshmeh Gīlān är kuperad åt sydväst, men åt nordost är den platt.Runt Cheshmeh Gīlān är det ganska tätbefolkat, med 72 invånare per kvadratkilometer. Närmaste större samhälle är Hajiabad-e Bozorg, 18,4 km norr om Cheshmeh Gīlān. Trakten runt Cheshmeh Gīlān består i huvudsak av gräsmarker.